# Église catholique en France
 (novembre 2018).
Si vous disposez d'ouvrages ou d'articles de référence ou si vous connaissez des sites web de qualité traitant du thème abordé ici, merci de compléter l'article en donnant les références utiles à sa vérifiabilité et en les liant à la section « Notes et références ».
 (novembre 2018).
L'Église catholique en France est partie intégrante de l'Église catholique. Elle regroupe l'ensemble des chrétiens de France qui reconnaissent l'autorité du pape et constituent la communauté religieuse la plus importante de la population française.
Intimement liée à la monarchie entre l'avènement de Clovis et la fin de l'Ancien Régime, elle joue un rôle considérable dans l'histoire de France, tant sur le plan religieux que politique.
Le territoire de la France est découpé en une centaine d'évêchés à la tête desquels se trouvent les évêques réunis au sein de la Conférence des évêques de France (CEF).

## Histoire

### Christianisme dans la Gaule romaine

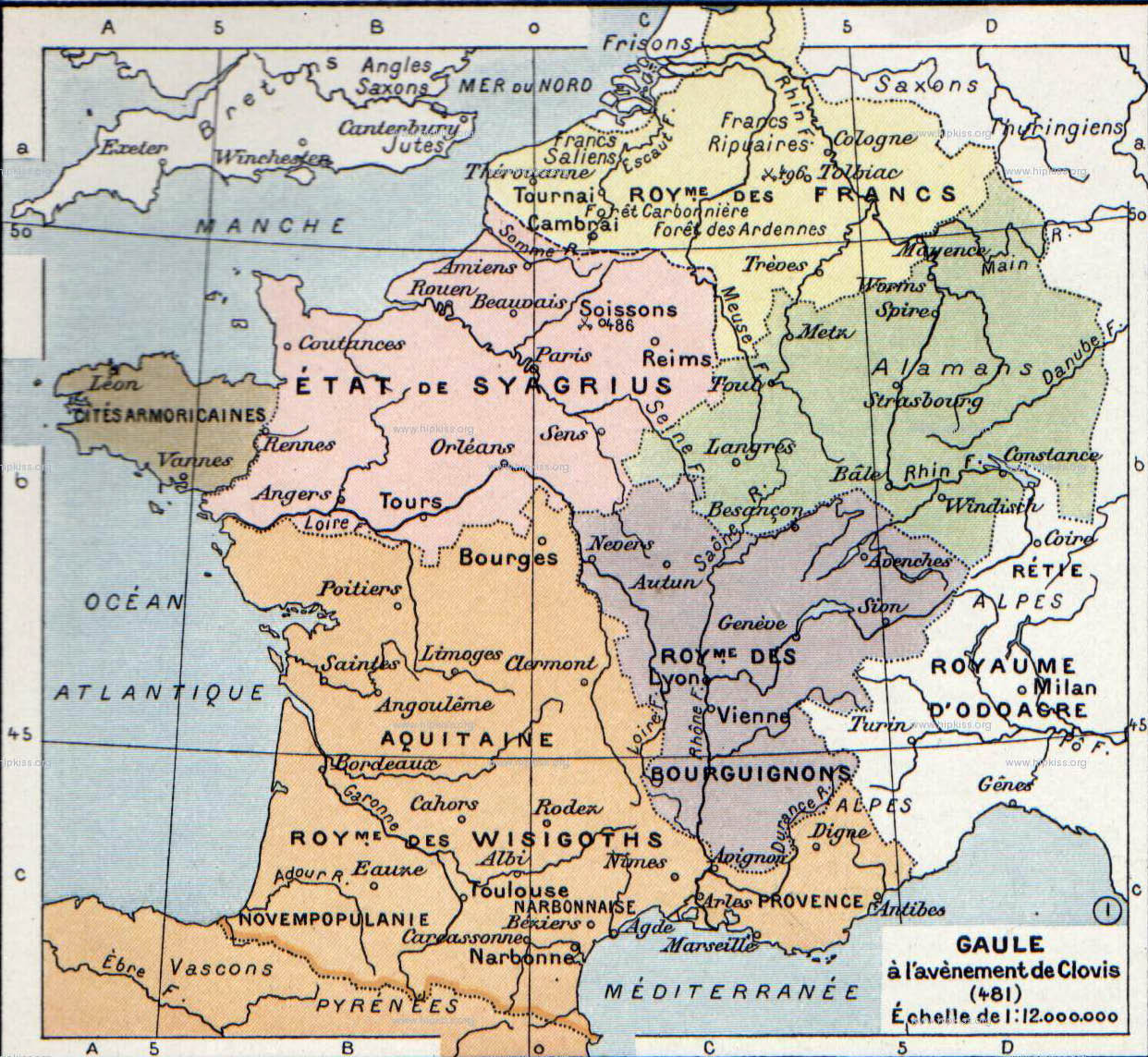
La Gaule en 481, à l'avènement de Clovis : Francs et Alamans sont païens, les rois Wisigoths et Burgondes sont ariens. Seul le royaume de Syagrius est catholique.

La présence chrétienne en Gaule est attestée au IIe siècle par les vestiges épigraphiques. Une des premières communautés chrétiennes en Gaule était située à Lyon; elle nous est connue à travers le récit des persécutions du groupe des Martyrs de Lyon en 177. Au IIIe siècle, deux diocèses furent formés: celui de Vienne et celui de la Gaule.
Après l'édit de tolérance de Galère (311) et l'« édit » de Milan de Licinius et Constantin Ier (313), le concile d'Arles fut le premier à se tenir en Gaule en 314 afin de condamner le donatisme.
Le christianisme se développa dans un premier temps dans les villes romaines et le long des voies de communication, telles que les vallées du Rhône et de la Saône. Les campagnes et les régions peu romanisées restaient fidèles à la religion gauloise.
La Gaule, au début du IVe siècle, était une mosaïque où les îlots de chrétienté étaient rares. À cette époque où les dogmes s'élaboraient, l'arianisme fut pendant quelques décennies, le christianisme en vigueur dans l'Empire romain; celui auquel se convertirent Goths et Burgondes quand ils rejoignirent l'empire et sa religion.
Alors que l'arianisme se développe en Gaule, Hilaire de Poitiers, grand défenseur du premier concile de Nicée, condamne cette hérésie en 355.
En 380, l'empereur Théodose revint aux résolutions du concile de Nicée; l'édit de Thessalonique fit du culte christianisme nicéen l'unique religion officielle, interdisant les autres. Les « invasions barbares » limitèrent néanmoins les effets de l'édit théodosien: le royaume wisigoth était gouverné par des souverains ariens, de même que le royaume burgonde.
En 481, les Francs et Alamans sont païens, les rois Wisigoths et Burgondes sont ariens. Seul le royaume de Syagrius est catholique.

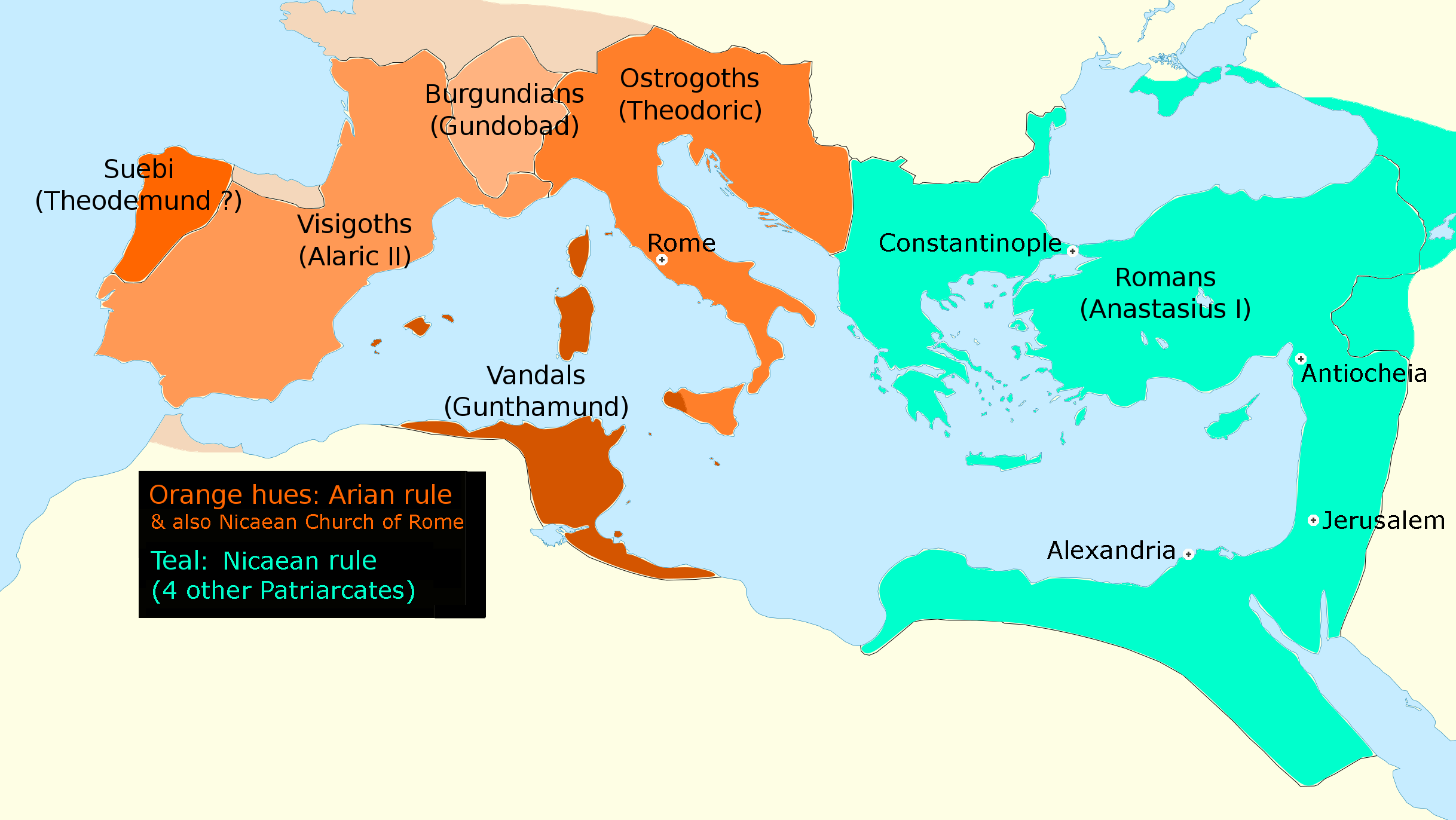
L'Église nicéenne est religion d'État à l'Est, dans l'Empire romain d'Orient ; à l'Ouest elle est majoritaire à travers l'Église catholique romaine mais dans les royaumes germaniques c'est l'Arianisme qui est religion d'État.

### Haut Moyen Âge
Lorsque Clovis Ier et ses leudes se convertirent à la religion catholique (et non à l'arianisme) en 496, puis lorsque leurs armées conquirent le royaume wisigothique de Toulouse en 507 en vainquant une sorte de ligue arienne, ils apparurent comme légitimes aux yeux des papes. Ainsi, la religion catholique put s'imposer véritablement en une Gaule devenue franque. D'Alaric II, Clovis reprit le bréviaire qu'il fit appliquer en son royaume, de nombreuses dispositions et lois de celui-ci organisant la vie des chrétiens.

#### Conciles mérovingiens et développement monachique
Le concile d'Orléans fut convoqué par Clovis en 511, quatre ans après la conquête des provinces du Sud-Ouest sur les wisigoths ariens. Il s'agissait d'un concile national, où furent convoqués évêques francs et wisigoths dans une ville frontière ; cependant les provinces germaniques et la Gaule Belgique, encore peu christianisées n'y sont pas représentées. Ce concile n'eut pas de fin dogmatique, il tendit à codifier les rapports du roi et de l’Église.
Il en fut de même pour la plupart des conciles mérovingiens : ils posèrent les bases de l'organisation hiérarchique de l’Église autour des évêques nommés par le roi, et délimitèrent les compétences juridiques des différents tribunaux. La déficience des autorités et des magistrats laïcs avaient, depuis le Ve siècle, aussi incité les évêques à prendre en main la destinée de nombreuses cité; ceux-ci étaient souvent issus de la vieille aristocratie.
De nombreux canons de ces conciles portaient sur la gestion des biens matériels de l’Église, et sur l'organisation d'une vie monastique toujours croissante, aux VIe et VIIe siècles, et en laquelle la règle de saint Benoît conféra une unité franque et occidentale ; ce qui eut aussi pour conséquence d'achever sa séparation d'avec sa contrepartie orientale. L'abbaye de Hauterive (près de Castres) fut, en 620, la première de Gaule à adopter la règle bénédictine, suivie par le monastère de Troclar à Lagrave et par l'abbaye de Fleury (en 651). Les abbayes géraient de vastes domaines issus de dotations royales ou de grands propriétaires. Par elles, la christianisation atteignit les campagnes. Leurs fondateurs, issus des familles de l'aristocratie franque, furent bientôt honorés par un culte des saints.
Surtout dans l'est et le nord de la Gaule franque, les moines irlandais vinrent aussi évangéliser les populations et fonder, dans une moindre mesure, des monastères (dont le plus célèbre reste celui de Luxeuil) mais, si les fruits de leur évangélisation restèrent, leur spiritualité spécifique finit par s'effacer devant l'uniformisation occidentalo-bénédictine. Luxeuil et sa "fille", l'abbaye de Corbie, étaient également reconnues pour être les plus grands centres de l'enluminure. Un des signes de la christianisation qui s'achevait était la pénétration du principe de la proximité des morts avec les vivants symbolisé par les cimetières devenus adjacents aux églises des villages de la campagne gallo-franque.

#### Les Francs: des rois et un peuple élus de Dieu

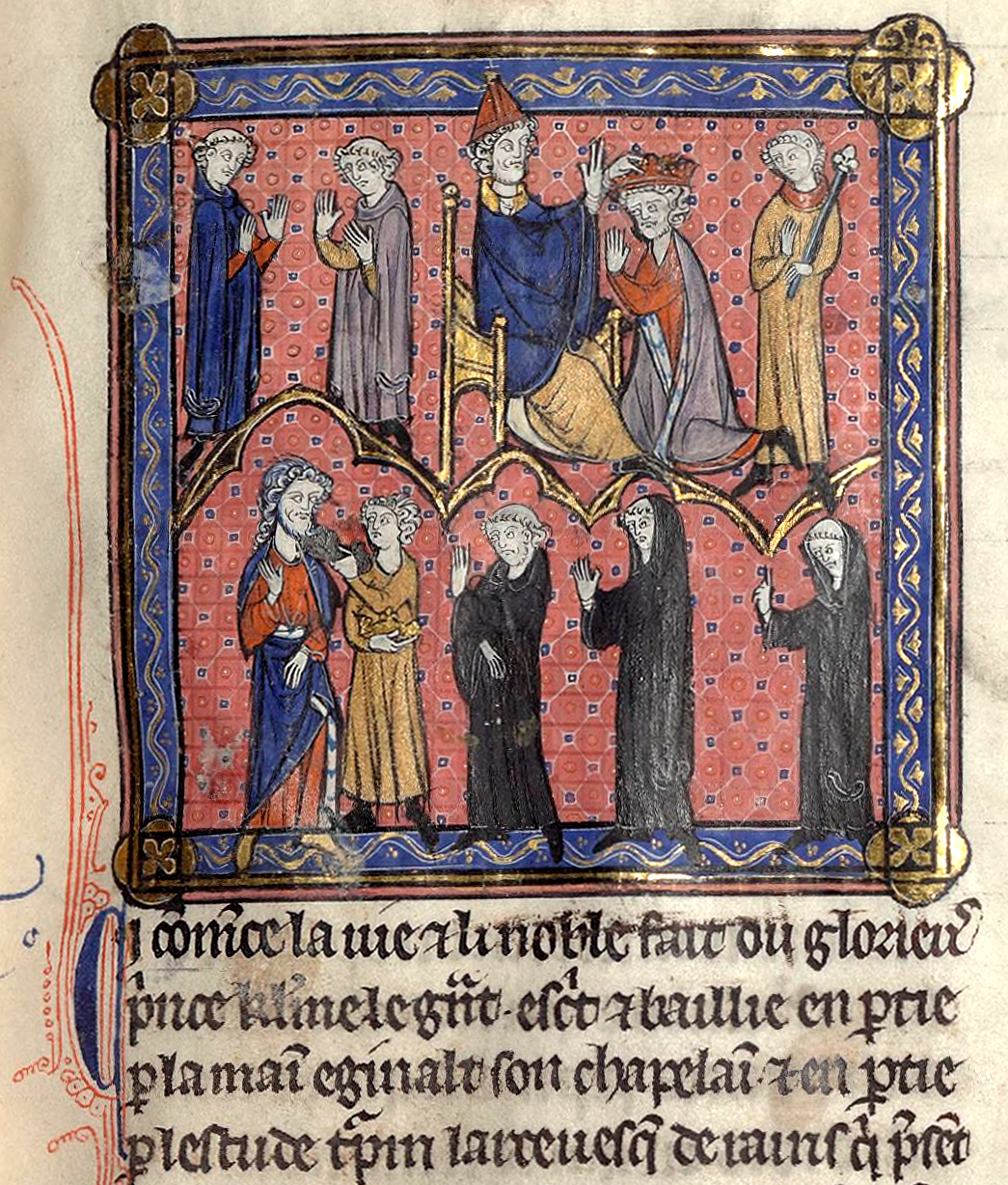
Le pape Étienne II couronne Pépin le Bref - Childéric III est déposé. Grandes Chroniques de France. Bibliothèque Sainte-Geneviève, Paris.

Au VIIIe siècle, la christianisation de la Francia était terminée. La géographie des paroisses fut établie : les urbaines et suburbaines dépendaient de l'évêque alors que les rurales dépendaient des nobles et des monastères. Les baptêmes d'adultes étaient devenus rares car celui des enfants était alors ancré dans la tradition. Au niveau liturgique, le chancel séparaient le chœur des fidèles à l'instar de l'iconostase orientale.
Le fils de Charles Martel, Pépin le bref, entama au concile de Soissons avec l'évêque Boniface un assainissement de l'Église franque, ce qui lui assura le soutien papal. Quand il déposa le dernier mérovingien, il établit la légitimité de la nouvelle dynastie en se faisant sacrer à Saint-Denis par le pape en 754 ; la création des états pontificaux, conquis sur les Lombards, scella cette alliance avec la papauté. Cette relation avec la papauté s'avéra plus complexe.
En effet, se basant sur des considérations de saint Augustin et des papes Gélase Ier et Grégoire le Grand, Étienne II rappela les fonctions de protecteurs de l'Église et représentants temporels de Dieu sur terre qu'avaient les rois et empereurs, tout en réaffirmant la supériorité du spirituel sur le temporel; prémices de ce qui deviendra, une fois achevée, la doctrine des Deux glaives au XIVe siècle. Le baptême de Clovis avait déjà investi la royauté d'une dimension sacrée mais Étienne II désigna Pépin en tant que « nouveau David » gouvernant le peuple franc qui est un « peuple élu ». Sans être prêtre, le roi des Francs, protecteur des églises et recteur de la Nouvelle Alliance en détint un certain caractère et sa place médiane, entre le spirituel et le temporel, fait donc de lui un vicaire, ou lieutenant, temporel du Christ ; c'est pourquoi Raban Maur fit représenter Louis le Pieux en miles christi dans son Liber de laudibus Sanctae Crucis. Ce lien particulier entre l'Église, le roi et le peuple allait marquer le catholicisme français pendant bien des siècles.
Le sacre qui se développait alors allait être un des nombreux sacramentaux propres au royaume de France.

#### L'Église et l'Empire carolingien
Vers 765, Pépin le bref instaura la dîme, au bénéfice des évêques nommés pas ses soins ; cette dîme fut généralisée en 779 par le cartulaire de Herstal. Particularité locale, vers 850, se développa le rite lyonnais.
L'action de l'Église, au travers des « renaissances franques », fut considérable. Le monde monastique et celui des prêtres se rapprochèrent. Un mouvement de centralisation, voulu par les empereurs d'Occident, toucha les monastères, surtout au travers de la codification de la règle bénédictine, menée par Benoît d'Aniane, et de la réforme qui en était son application plus ou moins autoritaire. Les monastères s’agrandirent et s'enrichirent; ce qui permit le développement de services hospitaliers.

### Moyen Âge central

#### Entre réforme bénédictine et établissement des institutions ecclésiastiques
D'une certaine manière, le Moyen Âge central de l'Église de France commença par l'instauration, en 989, de la Pax Dei lors du concile de Charroux. Cette Paix de Dieu fut relayée par Cluny et son ordre bénédictin qui furent les meneurs d'une réforme monastique, intellectuelle et culturelle à partir du Xe siècle d'une importance considérable. Au niveau liturgique, le chant grégorien, noté au moyen de neumes, était devenu la norme au sein du royaume de France; là encore, Cluny joua un rôle éminent.
Au XIe siècle, la réforme grégorienne se déploya en France et rencontra de la résistance quant au pouvoir royal, beaucoup moins chez les autres féodaux et aucune dans la Normandie sous l'égide d'un Guillaume le Conquérant en accord avec les papes.

#### Pauvreté, mysticisme, prédication et enseignement, une chrétienté à la spiritualité renouvelée
De nombreux ordres naquirent sur le sol français : l'Ordre de Grandmont (en 1076), l'Ordre cistercien (en 1098), l'Ordre de Fontevraud (en 1101), l'Ordre des Trinitaires (en 1194), l'Ordre des Prémontrés (en 1120), l'Ordre du Temple (en 1129) et l'Ordre des Prêcheurs (en 1215), l'Ordre des Mercédaires (en 1218) mais aussi des personnages qui marquèrent leur temps tels que Pierre l'Ermite, Suger de Saint-Denis, Pierre le Vénérable, Pierre Lombard et saint Louis. Les fraternités laïques chrétiennes foisonnèrent également à cette époque; qu'elles furent professionnelles ou composées de pénitents ou de charitables. De nouvelles pratiques virent le jour en France telles le rosaire institué par Dominique de Guzmán en 1208.

#### Papauté d'Avignon

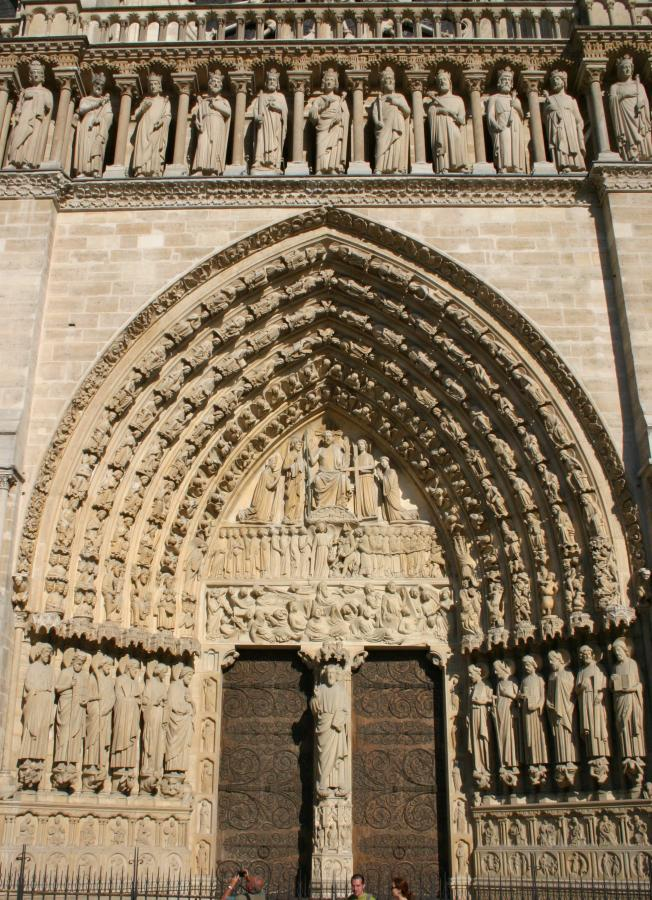
Portail dit du Jugement Dernier de la cathédrale Notre-Dame de Paris.

Au Moyen Âge tardif, au début du XIVe siècle, les mutations politiques induisent la création d'États modernes dans lesquels l'influence de la papauté, très importante aux XIIe et XIIIe siècles diminue sensiblement. Sur le terrain politique, cela se traduit par l'affrontement du roi de France Philippe le Bel et du pape Boniface VIII qui cherchent à affirmer la primauté absolue de leur pouvoir. En Italie, les luttes entre le pape et de l'empereur débouchent sur l'affrontement entre guelfes et gibelins, du XIIe au XIVe siècle.
Ces conflits aboutissent dans un premier temps à l'installation de la papauté à Avignon puis en 1378, au Grand Schisme d'Occident. Lorsque la crise arriva à son dénouement (1417), la France, qui venait d'être battue à Azincourt (1415), connaissait une autre crise mais, cette fois, principalement temporelle, quoi qu'indissociable du spirituel. L'Église, dont une partie du rôle social et culturel avait été prise en charge par la bourgeoisie depuis le XIIIe siècle, sortit moralement et spirituellement affaiblie de cette crise : de nouvelles hérésies émergèrent, le sentiment religieux se modifiait, les particularismes nationaux s'exacerbaient et le gallicanisme se développa de plus belle avec les actes officiels qu'étaient la Pragmatique Sanction de Bourges en 1438 et le Concordat de Bologne de 1516.

### Époque moderne

#### Renaissance
Lors du XIVe siècle et des siècles suivants, la question du Salut devint centrale et un regain toucha l'Europe occidentale qui vit se développer de nouvelles formes de spiritualité. De nouvelles confréries pieuses, telles que la confrérie du Rosaire apparurent. Par le mouvement de la Renaissance, le christianisme français put s'exprimer en de nouveaux modes culturels. Le concordat de Bologne (1516) entérina le fait que François Ier s'était arrogé le monopole de la nomination des évêques de son royaume ; cela fit aussi entrer la France dans l'ère du gallicanisme.

#### Contre-Réforme
Des théologiens émirent des critiques sur la pratique religieuse, les comportements du clergé et les positions de l'Église entrainant de profonds bouleversements et la naissance du protestantisme. Après les premiers succès du luthéranisme, une deuxième vague de prédicateurs protestants se répandit, en France, sous l'influence de Jean Calvin, parmi lesquels Guillaume Farel ou Guy de Brès.
L’Église catholique réagit par la tenue du concile de Trente précisant ses dogmes, notamment au sujet de la Révélation, de la rédemption, de l'eucharistie et de la mariologie. À la même époque, l'ordre des Jésuites fut créé et joua un rôle important dans la Contre-Réforme.
En France, l'opposition entre catholiques et protestants déboucha sur une guerre civile et fratricide, contraire aux vertus chrétiennes les plus élémentaires. Les conflits se succédèrent de 1562 jusqu'en 1598, où l'Édit de Nantes amena une relative tolérance.

#### Grand Siècle

Louis XIV.

Le Grand Siècle vit l’essor de l'école française de spiritualité et l'affirmation du gallicanisme qui opposa Louis XIV et une partie des évêques de France au pape. Les velléités de semi-indépendance épiscopales étaient elles-mêmes tempérées par la soumission au roi de droit divin, seul maître en son royaume après Dieu ainsi que l'expliqua Bossuet dans son ouvrage la Politique tirée de l'Écriture sainte. Le réseau de collèges de jésuites continua son expansion, leur éducation étant fort appréciée. Cette période fut aussi appelée le « Grand siècles des âmes » car elle a été marquée, au moins chez les élites chrétiennes, par une aspiration à la sainteté, à la mortification, au refus du « monde » et à l’expérience mystique.
Ces élites, influencées par des courants antérieurs et extérieurs (de Flandre et de Rhénanie du XIIIe et XIVe siècle mais aussi d'Italie et d'Espagne du XVIe siècle) souhaitaient une communication plus intime avec Dieu; démarche, qui passait par le jeûne, la mortification et l'oraison silencieuse, permettait un certain renoncement de soi pouvant mener à l'extase, l'illumination et à la vision. Ce mysticisme conduisait parfois au quiétisme (et à ses débordements) dont Madame Guyon, condamnée par la suite, fut l'égérie.
Le XVIIe siècle se voulait être aussi le continuateur de l'école française de spiritualité dont François de Sales, le cardinal Pierre de Bérulle et Louis-Marie Grignion de Montfort (avec son Traité de la vraie dévotion à la Sainte Vierge) sont trois grands représentants.
Le culte des saints atteignit son apogée : leur intercession était considérée comme efficace, et les plus populaires étaient à la fois les saints guérisseurs (saint Sébastien et surtout saint Roch) et les grands saints nationaux tels que saint Martin et saint Louis. Les Français, dont la grande majorité était paysanne, s'adressaient aussi souvent à saint Fiacre et à saint Vincent. Mais c'est à la sainte Vierge (à laquelle les priants s’adressaient aussi par les vocables de Vierge de miséricorde et de Notre Dame du Rosaire, Lépante étant alors encore frais dans les esprits) que revint la primauté : non seulement, son culte ne fit que s'accroître mais elle devint la première des saintes patronnes de la France à la suite du vœu de Louis XIII en 1638. Le roi offrit d'ailleurs des apparats symbolisant la Couronne et le Lys de France à la statue représentant la sainte Vierge en la basilique Notre-Dame-des-Victoires. Dès lors, l'Assomption fit office, le 15 août, de fête nationale et la tradition de la prière pour la France s'instaura. La dévotion aux saints s'exprimait aussi par les pèlerinages et par les créations de confréries religieuses.
Cette période fut aussi féconde en saints : François de Sales (qui créa l'Ordre de la Visitation et dont l'Introduction à la vie dévote fut un immense succès), Vincent de Paul, Louis-Marie Grignion de Montfort, Jean Eudes, Claude La Colombière et Marguerite-Marie Alacoque ; ces trois derniers aidèrent à la propagation de la dévotion au Sacré-Cœur de Jésus. De nouveaux ordres religieux furent fondés : la Société de l'oratoire de Jésus, les Eudistes, les Sulpiciens, les Sœurs de l'Enfant Jésus et les Frères des écoles chrétiennes.
Louis XIV, suivant la même voie que Richelieu (par son Conseil de Conscience), donna son plein essor au gallicanisme en politisant et assujettissant toujours plus l'Église de France, notamment en abusant de la régale. De jure, par la Déclaration des quatre articles de 1682, dont le maître d'œuvre était Bossuet, l'Église de France rompit avec son passé et se mit en dehors des enseignements traditionnels quant à la primauté pontificale.
De nouvelles églises furent construites, souvent d'architecture classique ou baroque. Cependant, le christianisme catholique s'exprimait aussi à travers les arts : avec des théologiens et hommes de lettres comme Nicolas Coeffeteau, Jean-Pierre Camus et Blaise Pascal mais aussi des peintres comme Jacques Blanchard, Trophime Bigot, Sébastien Bourdon, Philippe de Champaigne, Georges de La Tour et Horace Le Blanc. Relancée par la Contre-Réforme, la musique religieuse poursuivit son développement avec la multiplication des orgues, des Te Deum (Charpentier, Lully, Lalande) et autre motets.
Bien que la pratique religieuse fût restée forte, les travaux statistiques et cartographiques de l'historien Timothy Tackett dans La Révolution, l’Église, la France suggèrent un affaiblissement du rôle prépondérant de l'Église catholique dans la vie spirituelle et sociale à cette époque. Tackett situe en effet l'apogée du recrutement sacerdotal vers le milieu du XVIIe siècle, et observe un certain déclin la pratique religieuse au XVIIIe siècle, et ce avant même la Révolution.

### Révolution française
Au début de la Révolution, il existait en France 134 diocèses.
La Révolution française est marquée dans sa phase la plus radicale par une déchristianisation (1792-1794). Elle naît d'une crise financière prolongée. Elle concentre essentiellement discours et critiques sur les privilèges fiscaux du clergé et de la noblesse.
Le revenu de la dîme est estimé à plus de cent millions annuels, auquel s'ajoutent des revenus immobiliers du même ordre ; ces revenus sont très inégalement répartis, le bas-clergé des régions pauvres vivant chichement de la portion congrue.
Dès le 11 août 1789, la dîme est supprimée, privant ainsi le clergé d'une partie de ses ressources. Le 2 novembre de la même année, sur proposition de Talleyrand, évêque d'Autun, les biens du clergé deviennent des biens nationaux qui seront vendus par lots pour combler le déficit de l'État. Ils furent souvent rachetés par la bourgeoisie qui disposait des fonds importants qui permettent d'acheter vite.
Le 13 février, les vœux de religion furent abolis et les ordres religieux supprimés sauf, à titre provisoire, les maisons hospitalières et enseignantes.
La Constitution civile du clergé de 1790 créait, en France, une Église constitutionnelle dans laquelle les ecclésiastiques durent prêter un serment de fidélité à la Constitution. Le pape Pie VI condamna en avril 1791 ce serment qui faisait des prêtres des quasi-fonctionnaires. Une autre des conséquences de la Constitution civile du clergé était l’élection des évêques par les prêtres de leur diocèse, au lieu du mode antérieur de nomination par le pouvoir politique avec confirmation par le pape.
Le refus de nombreux prêtres de prêter serment à la Constitution civile du clergé entraîna la promulgation de plusieurs décrets contre les prêtres réfractaires à partir de novembre 1791. Les premières mesures générales prévoyant la « déportation » des prêtres conduits à la frontière, ou la réclusion des plus âgés, ont été prises le 26 août 1792, mais bon nombre de départements avaient pris des arrêtés dans ce sens. Au printemps 1793, ces lois seront encore renforcées, assimilant leur sort à celui des émigrés.
En 1792, au cours des massacres de Septembre, 191 ecclésiastiques dont trois évêques furent exécutés à la prison des Carmes dans des conditions particulièrement violentes, sous la conduite du commissaire Stanislas-Marie Maillard, exécuteur des ordres du Comité de surveillance.
Le 10 août 1793, lors de la Fête de la Fédération ou de l'acceptation de la Constitution Républicaine, se déploient les fastes de la fête de la Régénération ou de l'Unité et de l'Indivisibilité des Français : dans son cérémonial païen, complètement laïcisé, elle annonce l'entrée dans une phase de déchristianisation. Elle associe un ensemble de manifestations, qui vont de la fermeture des églises transformées en temples de la Raison, à la descente des cloches et la livraison de l'argenterie sacrée, à l'abdication et au mariage des prêtres, et aux mascarades et autodafés. On alla jusqu'à abandonner le calendrier grégorien pour le calendrier révolutionnaire, adoptant les dénominations proposées par Fabre d'Églantine, qui prit effet à l'hiver 1793.

### Un siècle de concordat

#### Une restauration effective mais entravée (1801-1870)

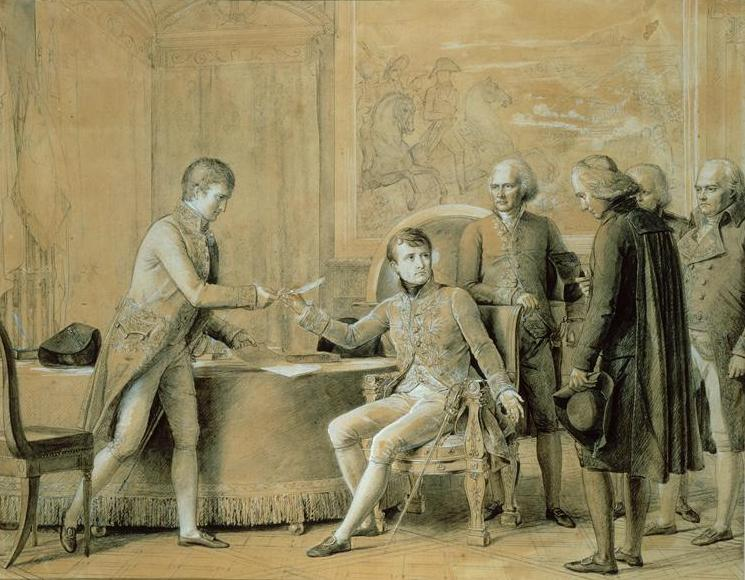
Signature du Concordat entre la France et le Saint-Siège le 15 juillet 1801.

En 1801, Napoléon établit le Concordat, par lequel l'État subventionnait non seulement le catholicisme (reconnu comme la religion de la majorité des Français), mais aussi le judaïsme et les branches luthérienne et calviniste du protestantisme. Le concordat, en créant des relations officielles entre l’État français et la papauté, obligea l'Église de France à réorganiser sa hiérarchie et la territorialité inhérente à celle-ci. L’exigence formulée par le Premier Consul de composer un épiscopat à sa guise obligea à faire céder à la fois les évêques réfractaires en exil et les évêques constitutionnels encore en place. Le 15 août 1801, le pape Pie VI promulgua deux décisions pour permettre cette réorganisation : le bref Tam multa exige la démission des évêques institués par Rome, alors que le bref Post multos labores demande celle des évêques élus. Cette intervention directe de l’autorité pontificale constitue un acte de haute importance puisqu’elle réintroduit la papauté en tant que source de l’institution canonique, ce qui met fin aux principes de l’Église gallicane. Sur les 81 évêques réfractaires encore en vie en 1801, 38 refusèrent d’adresser leur démission au pape et donnèrent ainsi naissance à la Petite Église.
En 1806, Napoléon imposa le catéchisme impérial dans lequel est glorifiée la personne de l'empereur mais aussi notifié le devoir du service militaire afin de répondre à l'appétit vorace en hommes de ses campagnes militaires. En mai 1809, Napoléon décida d'annexer les États pontificaux à l'Empire français et força le Sacré Collège à venir résider en France. Par la suite, sachant aussi que le pape n'avait pas tranché quant à l'éventuelle invalidité de son mariage avec Joséphine de Beauharnais, treize des vingt-sept cardinaux (dont Giulio Maria della Somaglia) ne se présentèrent pas au mariage de l'empereur avec l'archiduchesse Marie-Louise d'Autriche, le 2 avril 1810, qui se déroulait au Palais du Louvre. En guise de représailles, Napoléon leur supprima leur véhicule, leurs serviteurs, les fit expulser de leur résidence et interdire tout signe qui pouvaient les identifier en tant que cardinaux. Le sort des « cardinaux noirs », aidés de fidèles locaux, perdura jusqu'en 1813. La charte de 1814 réinstaura le catholicisme en tant que religion d'État tout en maintenant la liberté de culte ; la même année, le catéchisme impérial fut abandonné.
En 1822, trente sièges épiscopaux sont réérigés. Le nombre de prêtres crût sûrement de même que celui des religieux et surtout des religieuses. Les ordres furent surtout restaurés entre 1820 et 1850. La première moitié du siècle vit aussi la naissance de nouvelles congrégations françaises: bénédictines de la rue Monsieur, congrégation de Sainte-Croix, maristes, oblats de Marie-Immaculée et société du Sacré-Cœur de Jésus.
|                       | 1808   | 1816   | 1828   | 1831   |
| --------------------- | ------ | ------ | ------ | ------ |
| Nombre de religieuses | 12 300 | 16 000 | 27 000 | 31 000 |

Après la révolution de 1830 et l'installation au pouvoir de Louis-Philippe Ier, l'Église catholique se pose majoritairement comme légitimiste. Elle est soupçonnée de sympathie pour les carlistes, partisans de Charles X et commet des maladresses entrainant dans les premières années du nouveau régime des agitations populaires clairement anticléricales. C'est ainsi que Mgr Forbin-Janson, éveque de Nancy, doit fuir son diocèse en 1830 après le pillage du palais épiscopal ; de même, la garde nationale met à sac l'église Saint-Germain-l'Auxerrois de Paris le 14 février 1831 pour protester de l'organisation d'un hommage en funèbre en l'honneur de feu le duc de Berry.
Une Église schismatique voit le jour à Paris en 1831 : l'« Église catholique française », ou « Église française ». Le mouvement est interdit par le pouvoir en 1843,.
La révolte des Canuts en 1831 fut l'un des premiers événements où se manifesta la misère ouvrière. Frédéric Ozanam en fut particulièrement bouleversé. À la suite de l'apostrophe d'un saint-simonien lors de l'une de ses conférences d'histoire, il décida de fonder la société de Saint-Vincent-de-Paul pour l'aide aux pauvres.
En un premier temps, de manière générale, Napoléon III soutint le catholicisme et réciproquement mais la politique italienne française, qui s'avéra de facto hostile aux États pontificaux, eut tendance à troubler les rapports tout en réveillant l'opposition entre gallicans et ultramontains.

#### Anticatholicisme républicain ou Kulturkampf à la française

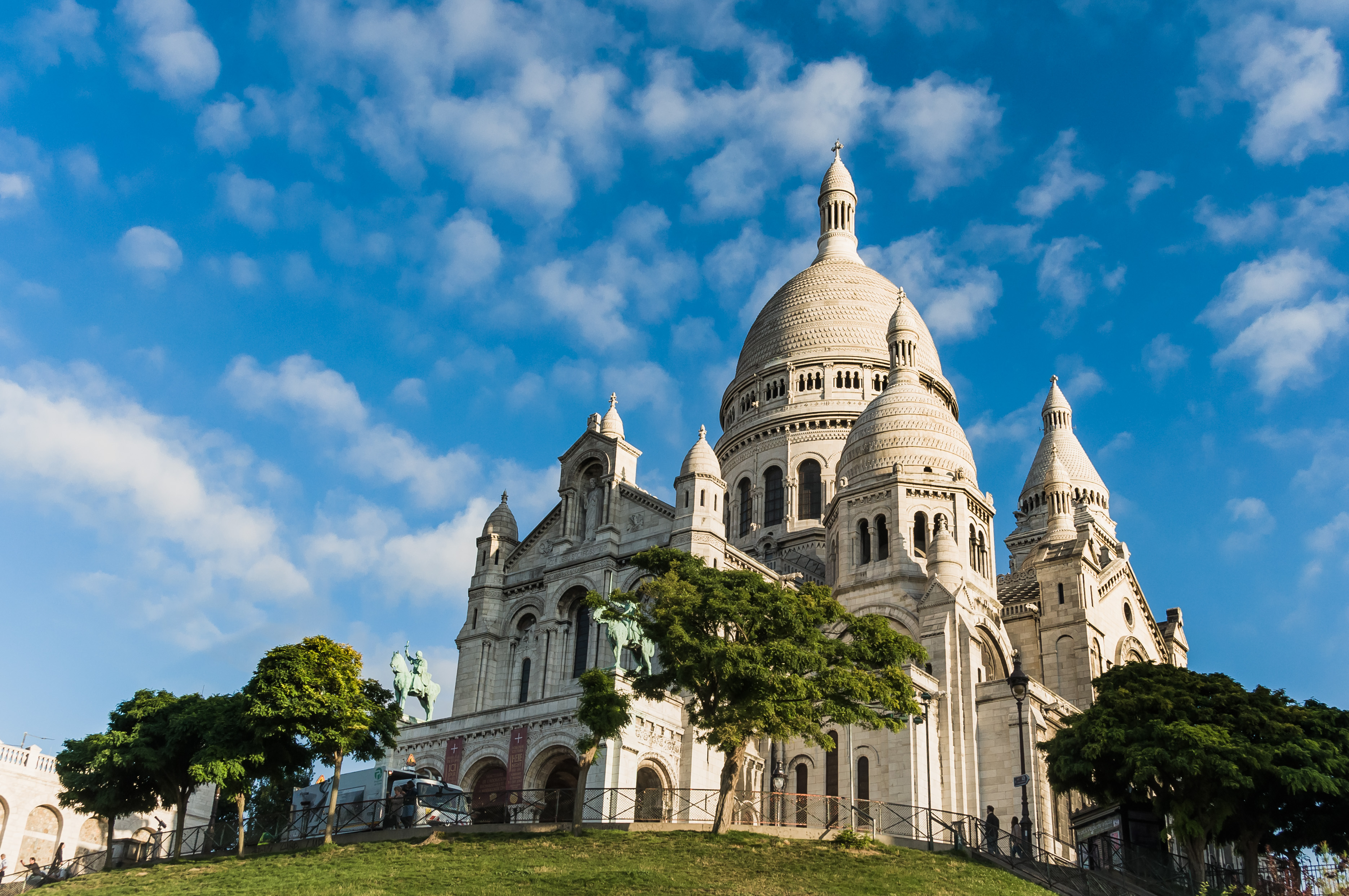
Le Sacré-Cœur de Montmartre.

#### Problèmes doctrinaux
En 1891, les continuateurs de l'action de Frédéric Ozanam avaient permis, en France, l'émergence du catholicisme social. Cela incita Léon XIII à promulguer l'encyclique Rerum novarum qui reconnut les droits des ouvriers et cautionnait solennellement le développement d'un mouvement social. Certains des premiers syndicats furent des syndicats chrétiens : par exemple le SECI, qui deviendra la CFTC, fut créé en 1887, trois ans seulement après la levée de l'interdiction de se syndiquer. Elle fut créée après la Fédération nationale des syndicats, d'inspiration socialiste, en 1886, qui deviendra la CGT en 1895. Se transforma également en puissant syndicat agricole catholique la Société des agriculteurs de France créée en 1867.
La majorité des catholiques pratiquants (parmi une population à 90 % baptisée dans le catholicisme) était encore royaliste et le régime de la jeune Troisième République menait une politique anti-cléricale, fermant les écoles catholiques ainsi que les couvents. Le pape Léon XIII, souhaitant panser définitivement les blessures du passé et renforcer la position de l'épiscopat malmené par l'État français, promulgua en 1892 l'encyclique Au milieu des sollicitudes. Adressée à l'épiscopat et au clergé de France ainsi qu'aux catholiques français, elle les incitait au Ralliement.

## Époque contemporaine

### XXesiècle

#### Séparation des Églises et de l’État en 1905
Face à l'opposition croissante de groupes anticléricaux mécontents de l'influence de l'Église catholique dans l'éducation et la politique, la Troisième République prit une série de réformes qui réduisit cette influence, malgré la protestation de groupes cléricaux qui voulaient la maintenir (voir Ultramontanisme). En 1903, le franc-maçon Émile Combes, en faisant appliquer certains points de sa loi du 1er juillet 1901, fit expulser le reste des congrégations catholiques. La loi du 7 juillet 1904, interdisant l'enseignement aux membres des congrégations ayant pu rester, fut le point culminant des mesures anticongréganistes du gouvernement Combes. En 1905, la loi sur la séparation des Églises et de l'État enleva leur statut spécial aux quatre religions d'État (sauf en Alsace-Lorraine, alors allemande) mais leur laissa l'utilisation gratuite des bâtiments cultuels dont elles avaient été dépossédées à la Révolution tout en en conservant l'usage.
Les relations diplomatiques entre l'État français et le Saint-Siège furent rétablies le 18 mai 1921 et permirent l'établissement d'un modus vivendi sur la nomination des évêques et un accord sur la formule juridique des associations diocésaines pour la gestion des biens ecclésiastiques (ces associations étant en possession des églises construites après 1905).
Le 13 décembre 1908, lors de la béatification de Jeanne d'Arc, Pie X rappela, pour les catholiques, le rôle d'élection du peuple français.

#### L'Église catholique face au courant moderniste en France
La question du modernisme dans l'Église catholique tourne à l'affrontement entre le Vatican et plusieurs théologiens catholiques français, d'abord à l'occasion de la parution de la Vie de Jésus d'Ernest Renan (1863) et de son retentissement considérable auprès des lecteurs francophones. La méthode renanienne, qui se fonde sur l'exégèse historico-critique pour éclairer la quête du Jésus historique, est d'emblée rejetée par les autorités romaines. Puis, à partir de 1902, c'est au tour d'Alfred Loisy d'incarner malgré lui la crise moderniste, laquelle aboutira à son excommunication en 1908. Pour Émile Poulat, ces différends ne s'aplanissent qu'à la veille de la Première Guerre mondiale. Toutefois, le débat ne trouvera son véritable épilogue que des années plus tard, avec les remises en perspective des années 1948-1950 et avec la Nouvelle Théologie représentée par des spécialistes principalement jésuites et dominicains, durablement évincés, puis réhabilités lors du concile Vatican II.

#### Entre-deux-guerres, second Ralliement et rôle de l'Action française
Faisant suite à celle de Léon Bloy et de Charles Péguy, la séparation de l'Église et de l'État vit une nouvelle génération d'écrivains catholiques éclore.
En 1920, la canonisation de Jeanne d'Arc, doublée par l'instauration d'une fête nationale, marqua un rapprochement en le gouvernement français et le Vatican mais il fallut attendre quatre ans afin que ce dernier accepte et négocie les associations diocésaines, pas décisif pour être en conformité avec les lois républicaines de 1901 et 1905.
Entre 1924 et 1925, en fondant la Fédération nationale catholique, le général de Castelnau organisa et prit la tête de la résistance catholique face aux dispositions sectaires que souhaitaient appliquer le gouvernement Herriot et un cartel des gauches dominés par les francs-maçons: suppression de l'ambassade au Vatican et nouvelle expulsion, de France, des ordres religieux. Cette action de défense religieuse est légitimée par la hiérarchie catholique qui publie notamment en mars 1925 la Déclaration sur les lois dites de laïcité. Ce document condamne la laïcisation de la société française et appelle les catholiques à s'y opposer.

#### Seconde Guerre mondiale et après-guerre (1939-1950)

Carte Boulard en 1947, distinguant les « paroisses chrétiennes », les « paroisses indifférentes à culture chrétienne » et les « pays de mission ».

Pendant la Seconde Guerre mondiale, l'Église catholique a joué un rôle de première importance dans l'histoire du régime de Vichy, tant en zone libre qu'en zone occupée. Avec l'avènement au pouvoir du maréchal Pétain, elle se retrouva dans une grande proximité avec le nouveau chef de l'État et le nouveau gouvernement, à tel point que certains historiens n'hésitent pas à parler du régime de Vichy comme d'un « État clérical ». L'épiscopat garde le silence lors des mesures d'exclusion des Juifs prises par le gouvernement de Vichy à partir de 1940.
En France, les évêques furent fréquemment amenés à s'exprimer sur les actions de la Résistance intérieure qui appelait tous les Français à la soutenir. Invariablement, selon Jacques Duquesne, les évêques condamnèrent les actes de violence commis par la Résistance, et gardèrent le même discours : le gouvernement de Vichy est légitime, il est seul bon juge de l'intérêt du pays, il n'est pas question de lui désobéir.
Des catholiques s'engagèrent cependant dans cette désobéissance ; les Cahiers du Témoignage Chrétien qui parurent clandestinement à partir de novembre 1941 prônaient la résistance spirituelle à l'idéologie nazie.
À l’été 1942, lors de la première rafle au Vel' d'Hiv, les prélats de la zone Nord envisagèrent une déclaration commune publique mais y renoncèrent ; les protestations publiques qui émanèrent de quelques archevêques et évêques de la zone sud - dont Pierre Gerlier, archevêque de Lyon, Jules Saliège, archevêque de Toulouse et Pierre-Marie Théas, évêque de Montauban - Jean-Joseph Moussaron, archevêque d'Albi - eurent un impact important sur l'opinion. Cependant, en 1943, l’Église dut prendre position par rapport aux réquisitions dont firent l'objet les jeunes catholiques en particulier dans le cadre du Service du travail obligatoire (STO). Tout au long du printemps 1943, le débat opposa violemment les tenants des deux thèses opposées : insoumission ou obéissance.
Le 3 mai 1944, Pie XII, reconnaissant « le culte affectueux et célèbre dont les Français l’honorent », déclara Thérèse de Lisieux patronne majeure de la France, venant ainsi former avec la Vierge Marie et Jeanne d'Arc, la trinité des grandes saintes patronnes du pays ; geste à la symbolique forte pour les catholiques français sachant, qu'un mois tard, allait avoir lieu sur la terre de la sainte, le Débarquement qui permit la Libération de la France. L'Épuration qui a suivi a peut-être permis un renouvellement d'une partie de l'épiscopat venant renforcer la frange libérale de l'épiscopat français, acquise à la Nouvelle Théologie. Ces épiscopes apparaitront, de facto, plus proches, du point de vue politico-sociologique, des mouvements et courants de Gauche.
Durant la première moitié du XXe siècle, l'Église catholique jouissait encore d'une grande prégnance au sein de la société française ; la pratique était élevée, les sacrements (baptêmes, mariages religieux) étaient pratiqués par plus de 90 % de la population, et les funérailles à l'église concernaient 95 % des sépultures. Les ordinations de prêtres étaient encore à un haut niveau : malgré une baisse qui suivit la loi de séparation, elles enregistreront par la suite un regain, avec un pic qui suivit la Seconde Guerre mondiale (1650 ordinations en 1949). Au recensement de 1954, 34 % des Français disent participer à la messe tous les dimanches.
Après-guerre, les laïcs catholiques s'investirent dans différents champs de l'action sociale: cela peut aller de la fondation d'Emmaüs, en 1949, par l'abbé Pierre (qui lança aussi son célèbre appel le 1er février 1954) à la Cité catholique en passant par les œuvres et maraudes de l'Ordre de Malte. Sur le plan intellectuel, nombreux furent encore lus les écrivains catholiques dont Daniel-Rops fut, des années 1940 jusqu'au années 1960, un des plus prolifiques avec des œuvres telles que Jésus en son temps et son Histoire de l’Église du Christ.
En 1947, le chanoine et sociologue Fernand Boulard fit paraître la première carte religieuse de la France rurale, la carte Boulard qui se complexifia les années suivantes et dont les mises à jour jusque dans les années 1970 précisèrent le contenu des contrastes géographiques concernant les pratiques religieuses.

#### Concile Vatican II
À la fin de l'été 1968, le général de Gaulle, alors président, affirme au nouvel archevêque de Paris, le cardinal François Marty, que « le concile de Vatican II est l’évènement le plus important du siècle, car on ne change pas la prière d’un milliard d’hommes sans toucher à l’équilibre de toute la planète ». Le cardinal Liénart, fer de lance des prélats français au concile, affirma par la suite que Vatican II fut l’« apothéose de sa vie » alors que son homologue belge, le cardinal Suenens, affirma que le « concile avait été 1789 dans l'Église » laissant aller plus loin le père Yves Congar qui déclara « L’Église a fait pacifiquement sa Révolution d’octobre ».

#### Fin duXXesiècleet déclin

##### Après-Vatican II et années 1970

La cathédrale d'Évry, inaugurée en 1995 et visitée par le pape Jean-Paul II en 1997, est la seule cathédrale construite en France au XXe siècle.

La fin des années 1960 et le début des années 1970 virent le paradigme de la liturgie, et de la messe en particulier, changer. En effet, plusieurs promulgations, en sus du passage du latin au français, ont successivement modifié, les textes, sacrements et rituels afin de concrétiser Sacrosanctum Concilium, une des constitutions de Vatican II :
- mars 1969 : nouveau rituel du mariage.
- avril 1969 : promulgation du nouvel Ordo missae.
- mai 1969 : nouveau rituel du baptême pour les enfants.
- novembre 1970 : nouveau bréviaire avec la constitution apostolique Laudis canticum.
- août 1971 : constitution apostolique Divinae consortium naturae pour une nouvelle confirmation.
- janvier 1972 : nouveau rituel du baptême pour les adultes.
- novembre 1972 : nouvelle extrême-onction devenue onction des malades.
- décembre 1973 : nouveau rituel de confession devenue sacrement de pénitence et de réconciliation.

La baisse du nombre des ordinations de prêtres avait déjà commencé dès le début du XXe siècle, en dépit d'un sursaut dans les années 1940 mais, au début de la décennie 1970, le catholicisme français fut affecté par une sensible chute du nombre des fidèles. Un faisceau de causes[Lesquelles ?] convergentes semblent avoir entrainé le reflux du catholicisme en France tout en affectant moins les autres confessions. Dans les années 1970, nombre de prêtres français quittèrent leur sacerdoce en demandant leur réduction à l'état laïc ou non. De grands théologiens français ayant œuvré au concile, comme le père de Lubac, le père Boyer et Jean Daniélou, ont dénoncé la crise théologique et autres dérives ayant suivi Vatican II, le dernier ayant même employé le terme d'« assassins de la foi ». Des écrivains catholiques s'élevèrent aussi contre les débordements et abus tels que Jacques Maritain, Étienne Gilson, Jean Guitton et Maurice Druon.
En 1976, Paul VI, dans son allocution consistoriale dénonça et réprouva les dérives liturgiques et les pastorales impropres que connaissaient les catholiques à la suite du concile.
Cette période fut celle « des belles années de l'action catholique, Jeunesse agricole catholique (JAC), Jeunesse ouvrière chrétienne (JOC), Jeunesse étudiante chrétienne (JEC) », de « l'affirmation de la CFTC devenue majoritairement la CFDT en 1964 ». Parallèlement les catholiques de gauche formaient « une composante à part entière du Parti socialiste ». Toutefois, cet engagement dans les affaires du monde fut suivi d'un tarissement de la foi.

##### Sursaut «wojtylio-lustigérien»
À la fin des années 1980, la France comptait près de 38 000 paroisses, à peu près le même chiffre que les communes. L'exode rural et le manque de prêtres ont réduit ce nombre à environ 15 000 (chiffres 2006).
L'ère wojtylienne est marquée par huit visites du pape Jean-Paul II en France : au cours d'une messe au Bourget en 1980, il posa cette question : « France, Fille aînée de l’Église, es-tu fidèle aux promesses de ton baptême ? ». Il vint à Reims en 1996 célébrer le 1500e anniversaire du baptême de Clovis, et en 2004, pour le 150e anniversaire de la proclamation du dogme de l'Immaculée Conception, menant des offices en la grotte de Massabielle. Si elle subsiste, la pastorale de l'Enfouissement s'est sensiblement amenuisée depuis ces années.
C'est à cette époque qu'apparaissent les communautés nouvelles du renouveau charismatique.
En 1984, Jean-Marie Lustiger refonda l'École cathédrale de Paris. La même année, le projet de loi Savary, préparé par Alain Savary sur ordre du président François Mitterrand, vise à intégrer en France les écoles privées à un « grand service public ». Les associations catholiques ainsi que celles des parents de l'École libre réagirent très vivement : le Mouvement de l'École libre organisa une grande manifestation à Paris le 24 juin 1984 rassemblant plus d'un million de personnes. La Conférence des évêques de France apporta publiquement son soutien aux manifestants au travers de Jean Vilnet, son président, ainsi que des évêques Jean-Marie Lustiger et Jean Honoré. Le retrait du projet annoncé par François Mitterrand le 14 juillet 1984 entraîna la démission du ministre Savary et du Premier ministre Pierre Mauroy.

##### Causes du reflux
Dans les années post–conciliaires, deux thèses proposent des explications complémentaires selon Guillaume Cuchet. « La première correspond en gros à la thèse traditionaliste ou intégriste qui consiste à dire que l'Église des années 1960-1970 aurait sacrifié une partie (la plus désagréable) de son message sur l'autel de sa réconciliation avec le monde moderne, soit parce qu’elle avait cessé elle-même d'y croire, soit parce qu'elle a cru qu'en abaissant ses exigences et en se rendant plus aimable elle séduirait plus de monde. Calcul mal entendu, s'empresse-t-on généralement d'ajouter, parce qu'on ne voit pas que les populations visées soient revenues pour autant dans le giron de l'Église ». L'autre thèse progressiste, est une lecture conciliaire plus classique. « On en trouve une bonne expression historiographique dans les thèses célèbres de Delumeau sur la « pastorale de la peur », notamment son gros livre, Le Péché et la Peur, de 1983. Pour Delumeau, l'Église a usé et abusé d'une pastorale terrorisante fort peu évangélique qui serait, au moins en partie, responsable par réaction de la déchristianisation actuelle » et que le concile, en remettant en cause cette pastorale, aurait déstabilisé une « partie des générations formées dans l'ancien système ».
Ce reflux a été constaté par nombre de sondages et quelques études dont : Les enfants du Bon Dieu - les catholiques français et la procréation au XXe siècle (Martine Sevegrand, Albin Michel, 1995, 476p) et La religion dévoilée - Nouvelle géographie du catholicisme (Jérôme Fourquet, Hervé Le Bras (Fondation Jean Jaurès, 2014, 132 p). Les causes sont à situer dans le cadre plus général de la généralisation de l'enseignement, des traumatismes liés aux conflits du XXe siècle qui ont terni l'aura morale de l'Église, et de la mise en cause de la société patriarcale (Code Napoléon). Plus précisément, deux évènements de 1968 ont été majeurs : la libération des mœurs (« faites l'amour pas la guerre ») et l'encyclique Humanae Vitae qui furent suivis en 1975 par la loi Veil sur l'avortement et un certain retour sur le concile Vatican II que le paragraphe suivant explique assez bien : l'abandon de la classe ouvrière de l'après-guerre et le « sursaut pastoral » du concile, l'Église revenue vers une tradition morale et dogmatique plus stricte s'est éloignée d'une bonne partie de la classe moyenne urbaine, et, confrontée à la baisse des vocations, a été contrainte de réduire sa présence en dehors des grandes agglomérations.

### XXIesiècleet défis
Le rassemblement Diaconia 2013, servons la Fraternité mobilise les paroisses autour de la question du service des pauvres comme part intégrante du christianisme, en même temps que l'arrivée à la papauté du pape François, perçu comme le « pape des pauvres ».
Après l'assassinat de l'abbé Jacques Hamel, le 26 juillet 2016, un procès canonique est ouvert en vue de son éventuelle béatification, voire de sa canonisation. C'est la première fois, depuis bien longtemps en France, qu'un prêtre est tué in odium fidei. De même, dans un futur indéterminé et selon une procédure qui relève du diocèse de Nice, il est aussi probable que les trois fidèles assassinés, le 29 octobre 2020, par un terroriste islamiste, en la basilique Notre-Dame-de-l'Assomption de Nice, puissent être béatifiés car également tués in odium fidei.

#### Lente montée du traditionalisme et redroitisation
Le sentiment face à la perte de légitimité de l'institution catholique, la désertion militante et l'hégémonie culturelle et morale de la gauche libérale a entraîné un repli identitaire chez les catholiques pratiquants de droite et une désillusion chez les catholiques pratiquants de gauche marqués par les échecs socialistes depuis François Mitterrand jusqu'à François Hollande. Le mariage pour tous en a été un déclencheur, l’Islam ne lui est plus qu’épouvante ; elle est persuadée qu’une "cathophobie" existe, ce qui se traduit par la montée en puissance de blogs emblématiques conservateurs et traditionalistes de la cathosphère (blogs influenceurs tels que Le Salon beige) et la redroitisation du catholicisme français. En 2015, l'évêque traditionaliste Dominique Rey invite Marion Maréchal, députée Front national a participer à l'université d'été du diocèse de Fréjus-Toulon. Pour Cécile Chambraud, journaliste du Monde, Dominique Rey a ainsi « contribué à rompre la digue entre les catholiques pratiquants et l’extrême droite ». De même Jean-Pierre Denis, directeur de la rédaction de La Vie, estime à ce sujet qu'« une digue a sauté » entre l'Église et le FN, tout en considérant « qu'une majorité des évêques français doit être hostile à ce dialogue ».
En mars 2017 est fondé l'Ordre de Saint-Rémi, qui lie étroitement le catholicisme et l'identité particulière de la France tel que l'évoqua le pape Jean-Paul II lors de son sermon au Bourget en 1980.
L'été 2021 voit une réception oscillant entre tristesse et mécontentement, de la part des traditionalistes français quant au motu proprio Traditionis custodes; surtout après la chasse des prêtres de la FSSP du diocèse de Dijon et avec la réaction « anti-messe tridentine » de la part de Gilbert Aubry (évêque de La Réunion). Les dispositions de ce texte du pape, perçues comme sévères et injustes pourraient rallumer une « guerre liturgique »,.
En 2019, 96 prêtres français ont été ordonnés dans les structures diocésaines, dont 78 ayant suivi un cursus en séminaire ordinaire et 18 issus de communautés (telles que la Communauté Saint-Martin et la Communauté de l'Emmanuel), ainsi que trente dans les ordres religieux ; amenant à un total de 126 nouveaux prêtres,. À ces ordinations s'ajoutent celles de prêtres traditionalistes français provenant d'instituts (tels que l'IBP, la FSSP et l'ICRSP) et ceux issus de la FSSPX, le total est donc de 137 prêtres. Le constat est que près de 15 % des prêtres français ordonnés en 2019 est donc traditionaliste ou, du moins, « traditionnelle » (la Communauté Saint-Martin totalisant neuf ordonnés sur les soixante-dix-huit diocésains).

#### Effondrement de la pratique et de la fréquentation des églises

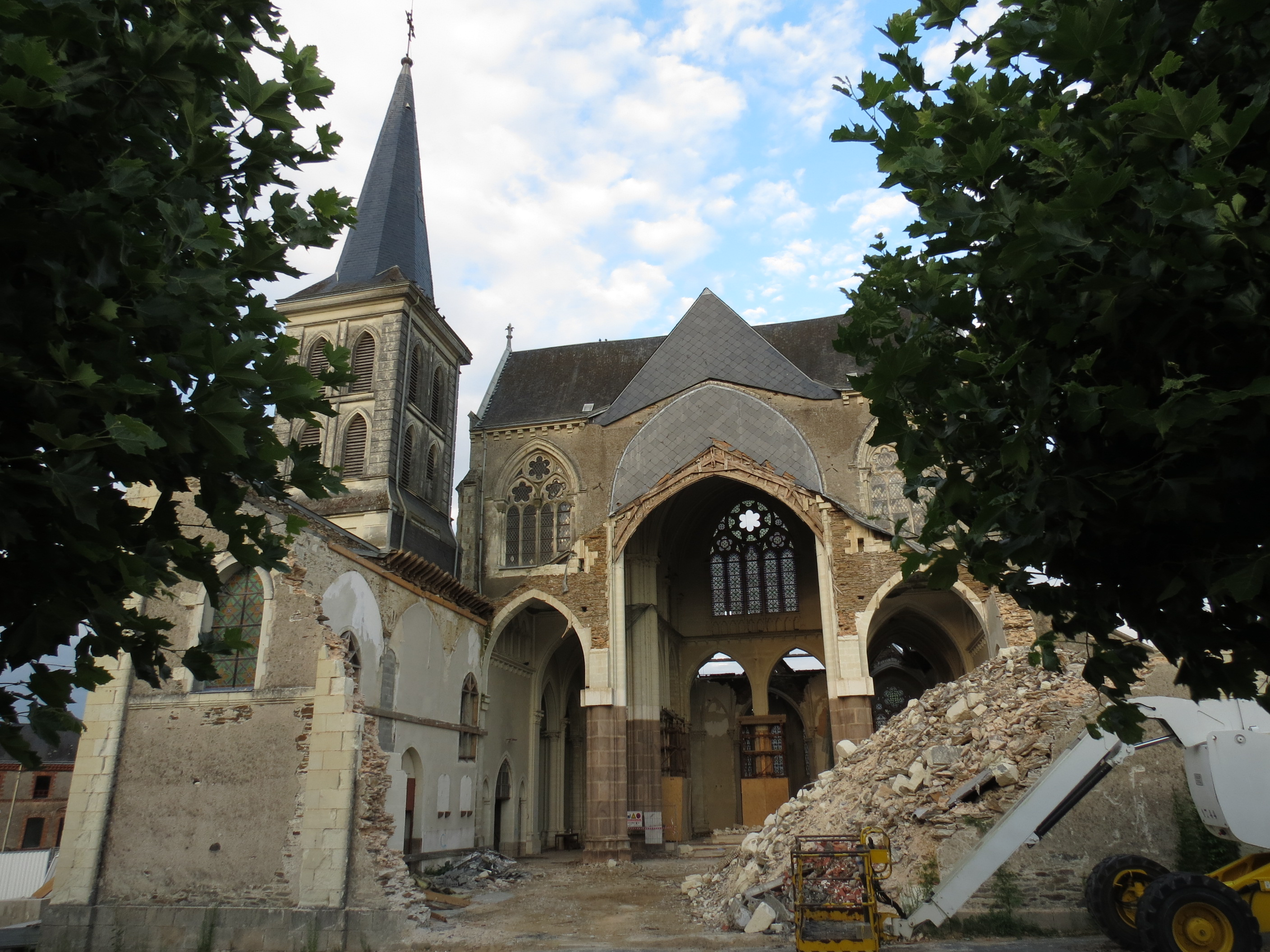
En 2013, la démolition controversée de l'église de Gesté est voulue par le maire qui évoque son coût d'entretien mais aussi son surdimensionnement par rapport à la baisse de la pratique.

En France, le taux de baptême en 1965 était de 93 % d'une génération dans les 3 mois après la naissance, en 2022 le taux de baptême est de 17 % dans les 7 ans. Parallèlement, le taux de visite de la messe dominicale avoisine en 2021 les 1,5 % contre 25 % en 1965.
Selon les enquêtes EVS (European Values Study) effectuées en 1999-2000 dans différents pays d'Europe, la France apparaît comme un des pays où les personnes se disant chrétiennes ont la pratique régulière la plus faible (7,6 % de pratiquants hebdomadaires) alors que l'Irlande et l'Italie comptent respectivement 56,9 % et 40,5 % de pratiquants hebdomadaires.
Le détachement de la société à l'égard de la pratique religieuse catholique contribue, avec les autres formes de sécularisation (progression de l'athéisme, rythmes de travail, exode rural, crise des vocations sacerdotales) à la désaffection massive de la fréquentation des églises qui entraîne la cession croissante de lieux de culte, leur transformation et leur détérioration par défaut d'entretien et de réparations. Les menaces d'un lent dépérissement qui pèsent sur ces édifices, dont la majorité sont des églises rurales du XIXe siècle ni inscrites ni classées et sont à la charge de petites communes, font planer le spectre de ruines d'abandon ou de négligence, ce qui conduit à la mise en place depuis les années 1980 d'une politique de protection et sauvegarde des ouvrages cultuels conduite par une commission nationale (le Comité du patrimoine cultuel), des commissions régionales et départementales du patrimoine et des sites,.
Au vu de ce décrochage spectaculaire, selon le philosophe et historien de la philosophie, Rémi Brague, et Guillaume Cuchet, professeur d’histoire contemporaine, l’« hypothèse de la disparition du catholicisme en France n’est donc plus aberrante mais plausible ».

## Représentativité actuelle
Si le catholicisme reste en France la religion majoritaire qu'elle a été depuis des siècles, cette religion historique est en déclin relatif,. Deux tiers des Français se reconnaissent comme catholiques mais moins de 5 % (contre 20 % en 1960) disent fréquenter une église chaque dimanche, 15 % y allant régulièrement, de l'ordre d'une fois par mois environ, ce qui fait de la France le pays catholique européen où la pratique dominicale est la plus basse.

### Chiffres officiels

#### Pratique des sacrements
Le nombre de catholiques en France n'est pas précisément connu : en effet, la collecte de renseignements confessionnels est interdite lors des recensements, et cette information provient donc exclusivement de sondages. L’Église catholique ne fournit pas non plus les chiffres du nombre total de baptisés en France. Ils seraient selon les estimations situés entre 42,8 et 45,4 millions, soit 67,6 à 71,7 % des Français.
Les chiffres fournis par l'Église catholique sont ceux du nombre de baptêmes, de confirmations et de mariages. Ils sont en baisse constante jusqu'en 2020 (derniers chiffres disponibles) : de nos jours, 13 % des enfants nés en France sont baptisés au cours des premières années de leur vie, contre six sur dix à la fin du XXe siècle :
|                                                                         | 1980    | 1990    | 1995    | 2000              | 2005              | 2010              | 2015              | 2019              | Évolution 1980-2019 |
| ----------------------------------------------------------------------- | ------- | ------- | ------- | ----------------- | ----------------- | ----------------- | ----------------- | ----------------- | ------------------- |
| Baptêmes                                                                | 559 521 | 472 130 | 424 829 | 400 327           | 349 075           | 302 941           | 262 314           | 204 304           | - 63,5 %            |
| Dont baptêmes d'enfants de 0 à 7 ans                                    | 553 418 | 458 626 | 407 128 | 380 093           | 325 878           | 283 570           | 240 159           | 179 061           | - 67,6 %            |
| Nombre de naissances en France                                          | 784 300 | 793 071 | 759 058 | 807 405           | 806 622           | 832 799           | 798 948           | 753 383           | —                   |
| Baptêmes d'enfants de 0 à 7 ans en % du nombre de naissances            | 71 %    | 58 %    | 54 %    | 47 %              | 40 %              | 34 %              | 30 %              | 23,77%            | —                   |
| Dont baptêmes des plus de 7 ans                                         | 6 103   | 13 504  | 17 701  | 20 961            | 23 197            | 19 371            | 22 155            | 25 243            | + 313 %             |
|                                                                         |         |         |         |                   |                   |                   |                   |                   |                     |
| Confirmations                                                           | —       | 91 281  | 85 649  | 62 003            | 49 516            | 46 475            | 43 627            | 41 205            | —                   |
|                                                                         |         |         |         |                   |                   |                   |                   |                   |                     |
| Mariages catholiques                                                    | 184 540 | 147 196 | 125 847 | 122 580           | 97 432            | 74 636            | 55 854            | 44 951            | - 75,6 %            |
| Unions civiles (dont mariages civils)                                   | 304 084 | 287 000 | 250 651 | 327 776 (305 500) | 332 073 (271 600) | 457 212 (251 654) | 425 263 (236 316) | 421 110 (224 740) | — (—)               |
| Mariages catholiques en % des unions civiles (en % des mariages civils) | 61 %    | 51 %    | 50 %    | 37 % (40 %)       | 29 % (36 %)       | 16 % (30 %)       | 13,13 % (23,64 %) | 10,7 % (20 %)     | — (—)               |
|                                                                         |         |         |         |                   |                   |                   |                   |                   |                     |
| Ordinations (moyenne sur 5 ans)                                         | —       | —       | —       | —                 | —                 | —                 | 120               | —                 | —                   |

Depuis les années 1990, on constate une augmentation sensible du nombre de baptêmes d'adultes, qui approche des cinq mille par an, mais qui ne représente qu'environ 1 % du nombre total de baptêmes. Dans le même temps sont survenues des demandes de « débaptisation » de catholiques devenus apostats tenant à être rayés des registres paroissiaux, soit un millier de personnes par an.
Enfin, il faut noter qu'en France, en 2013, 70 % des funérailles sont célébrées par l'Église catholique, cependant, 32 % des obsèques religieuses sont animées par des laïcs, ce dernier taux augmentant au fil des années, et allant même jusqu'à 69 % lorsque les cérémonies ont lieu en dehors de l'église.

#### Clergé
En 2012 officiaient un peu moins de 7 000 prêtres de moins de 75 ans. 80 à 90 prêtres sont ordonnés chaque année quand il en faudrait huit fois plus pour compenser le nombre de décès. On recense également 1689 prêtres étrangers dans les diocèses de France ; ils sont en grande partie issus des pays d'Afrique sub-saharienne. Dès 1980, la célébration de la messe dominicale n'était plus assurée que dans la moitié des paroisses en France.
Au début des années 2020, sur les 15 653 religieuses apostoliques restantes, plus de 10 000 d'entre elles ont dépassé l'âge de 70 ans, dont 232 sont centenaires, alors que 1 423 ont moins de 50 ans, dont 126 sont vingtenaires.
|                                       | 1965   | 1980   | 1990   | 1995   | 2000   | 2005   | 2010   | 2015   | 2022   | Évolution 1980-2022 |
| ------------------------------------- | ------ | ------ | ------ | ------ | ------ | ------ | ------ | ------ | ------ | ------------------- |
| Prêtres diocésains                    | 49 100 | 38 291 | 25 203 | 22 199 | 19 234 | 16 075 | 14 112 | 11 908 | 9 336  | - 75,62 %           |
| Diacres permanents ayant un ministère | -      | 43     | 589    | 1 051  | 1 499  | 1 960  | 2 420  | 2 670  | 3 107  | -                   |
| Moines et religieuses                 | -      | -      | -      | -      | 62 205 | 53 749 | 40 050 | 30 461 | 22 216 | -                   |

Pour pallier le petit nombre de prêtres, les laïcs sont de plus en plus nombreux à assurer des services dans les paroisses : catéchèse, préparation au mariage, accompagnement des funérailles, mais aussi finances, tenue des registres.
Depuis les années 1990, le diaconat a été remis à l'honneur : le nombre d'ordinations de diacres est du même ordre que celui des prêtres, environ 90 par an,.

### Études et sondages
Les sociologues s'appuient sur plusieurs types d'informations pour estimer le nombre de catholiques : les sondages commandés par divers organismes sont à prendre avec précaution, car se déclarer catholique peut recouvrir des réalités très différentes; les résultats peuvent donc dépendre très significativement des détails de la question posée. Des chiffres fournis par l'Église elle-même sont également utilisés, pour le nombre de baptêmes mais aussi pour des éléments indiquant les pratiques : régulières comme l'assistance à la messe ou ponctuelle pour les grands évènements tels que mariages et enterrements religieux. L'Insee étudie également par sondage l'« état de la pratique religieuse » dans un cadre sociologique. D'autres éléments significatifs sont le choix de l'enseignement confessionnel, la participation à des manifestations de masse telles que les pèlerinages, ainsi que le taux de renouvellement du clergé.
On observe une décroissance constante de la pratique religieuse catholique depuis les années 1960. Les Français se déclarant catholiques sont ainsi passés de 87 % de la population en 1972 à 64 % en 2009 (41,5 millions), et les pratiquants de 20 % à 4,5 % dans le même temps (3,2 millions). D'après une enquête d'opinion menée pour le journal La Croix en 2017, 5 % de la population française se rend régulièrement à la messe (l'épiscopat estimant même que la pratique dominicale est sans doute autour de 2 %), 53 % se disent catholiques, et 23 % se définissent comme « catholiques engagés, c’est-à-dire qui se sentent rattachés à la vie de l’Église d’une manière ou d’une autre ». Jean Sévillia expose que la France compte 47 millions de personnes baptisées en 2015, et estime que ce nombre s'établira entre 33 et 37 millions en 2045.
Pendant le même laps de temps, les autres confessions et religions voient leur représentation légèrement augmenter au sein de la population française, la religion musulmane en particulier, ainsi qu'augmente rapidement le nombre de personnes se déclarant sans religion, passant par exemple de 21 % à 28 % entre 1987 et 2009. En 2013, les sans religion constituent le groupe le plus important chez les moins de 35 ans, et près de la moitié des 18-24 ans.

## Organisation

### Diocèses

La France est divisée en 104 diocèses (93 diocèses territoriaux en métropole, correspondant généralement aux frontières des départements, neuf en Outre-mer, un diocèse aux armées, et un à la mission de France). Chaque diocèse est placé sous l'autorité d'un évêque qui jouit des pouvoirs les plus étendus : l'Église est diocésaine.
Les diocèses sont regroupés en quinze métropoles (de la taille d'une région) appelées provinces ecclésiastiques, à la tête desquelles siège un archevêque, l’archevêque métropolitain. Ce dernier n'a pas d'autorité réelle sur ses évêques suffragants, mais il a un rôle de coordination pour toutes les questions qui réclament des réponses sur un territoire étendu. Les archevêchés les plus prestigieux voient généralement leur archevêque créé cardinal : c'est le cas de Paris et Lyon (toujours car siège du primat des Gaules) et de Bordeaux et Marseille (souvent).
Les diocèses sont subdivisés en doyennés, eux-mêmes subdivisés en paroisses, desservies par un curé (prêtre responsable). Jusqu'aux années 1990, la paroisse correspondait à la limite de la commune rurale ou du quartier urbain desservi par une église. Au milieu des années 1990, les diocèses ont entrepris un regroupement de paroisses, pour faire face à la pénurie de prêtres, si bien que la paroisse aujourd'hui correspond plutôt aux limites géographiques du canton (on parle de paroisse « multi-clochers »).
Il n'y a pas d'autorité catholique unique en France ; les questions spécifiques à l'Église catholique en France sont traitées par la conférence des évêques de France (CEF). En souvenir de l'implantation paléo-chrétienne à Lyon, l'archevêque de Lyon a cependant une dignité spéciale et est encore appelé le « Primat des Gaules ».

### Cas particuliers
Aux côtés de ces branches principales de l'Église, peut coexister celle de l'Opus Dei qui a sa propre hiérarchie grâce à son statut de prélature personnelle.
La quasi-totalité des fidèles de l'Église catholique en France sont attachés à l'Église catholique. Propre à la France à cause de divers facteurs (son Histoire, sa figure de proue que représente Marcel Lefebvre), le traditionalisme y est particulièrement implanté. Par rapport à d'autres pays, de nombreuses chapelles « Ecclesia Dei » sont présentes sur le territoire dépendant plus ou moins, selon leurs statuts, des diocèses; voire évoluant en dehors de ceux-ci telles que la Fraternité Saint-Pie-X. La France accueille également le siège d'un institut Ecclesia Dei : l'Institut du Bon-Pasteur.
De plus, il existe quelques structures indépendantes qui se réclament du catholicisme, telles que l'Église gallicane ou la Petite Église (XIXe siècle), ou encore les églises sédévacantistes (XXe siècle).

### Saints patrons
Ces saints, membres remarquables de l'Église, ont été reconnus comme saints patrons et protecteurs de la France à des époques diverses ; ce qui explique que la hiérarchie de cette reconnaissance ait pu évoluer au fil des siècles.
| Saint                     | Statut              | Sanctuaire ou lieu de culte principal |
| ------------------------- | ------------------- | ------------------------------------- |
| Sainte Vierge Marie       | Patronne principale | Sanctuaires de Lourdes                |
| Sainte Jeanne d'Arc       | Patronne majeure    | Basilique de Domrémy                  |
| Sainte Thérèse de Lisieux | Patronne majeure    | Basilique Sainte-Thérèse de Lisieux   |
| Saint Michel              | Patron secondaire   | Abbaye du Mont-Saint-Michel           |
| Saint Martin              | Patron secondaire   | Basilique Saint-Martin de Tours       |
| Saint Denis               | Patron secondaire   | Basilique Saint-Denis                 |
| Saint Louis               | Patron secondaire   | Cathédrale Saint-Louis de Versailles  |
| Sainte Radegonde          | Patronne secondaire | Église Sainte-Radegonde de Poitiers   |
| Saint Rémi                | Patron secondaire   | Basilique Saint-Remi de Reims         |
| Sainte Pétronille         | Patronne secondaire | Chapelle Sainte-Pétronille (à Rome)   |

### Liturgie

#### Rite principal, rites secondaires et spécificités françaises
Diverses prières existent pour la France.

#### Livres liturgiques pour les fidèles
En France, quant à la liturgie catholique, les fidèles peuvent se référer à différents livres officiels bien, qu'en pratique, souvent les fidèles suivent la liturgie de la messe dominicale (en rite ordinaire) via une feuille éditée pour le jour concerné ou via de petites revues telles que Magnificat, Prions en Église ou Parole et Prière (Elidia Presse).
En novembre 2014, lors de l’entrée en Avent, le nouveau lectionnaire français du temporal entra officiellement en fonction pour l’ouverture de la nouvelle année liturgique. Depuis, la nouvelle traduction de l'évangéliaire est également parue. Ces deux livres bénéficient de traductions, vis-à-vis de leurs édition typique en latin, qui sont le fruit d'une collaboration entre l'Association épiscopale liturgique pour les pays francophones (AELF) et l’éditeur Mame.
Utilisée pour la messe, la nouvelle traduction officielle pour les francophones du missel en rite ordinaire entra en vigueur pour l'Avent 2021 ; deux versions de ce missel existant, chacune proposée par une maison d'édition différente.

## Église catholique dans la société française
Malgré son déclin, le catholicisme reste encore présent dans la société française à travers des associations familiales et diverses commissions, comités ou parlementaires catholiques, et garde un rôle dans le domaine politique, social et éthique. Il revendique depuis quelques décennies cette participation, après que Vatican II en ait souligné la possibilité. L'épiscopat français déclare en 1999 dans la publication Réhabiliter la politique : « Les catholiques participent comme tous les citoyens aux débats politiques. Il est légitime qu'ils prennent la parole pour défendre leurs propres convictions chrétiennes, dans le respect de celles des autres ».
Le démographe Hervé Le Bras use en 2013 de l'expression « catholicisme zombie » pour décrire le fait que si le catholicisme est en voie de disparition comme pratique (par exemple en ce qui concerne la fréquentation assidue de la messe), il continue à avoir une place prépondérante dans la conception française de la famille.

### Médias catholiques français
Les médias français accordent une large part à l'actualité catholique, notamment lors des déplacements du pape, des fêtes religieuses ou des débats sur la laïcité et les questions religieuses, qui restent des sujets sensibles malgré la séparation de l'Église et de l'État.
Plusieurs médias spécialisés (journaux, radios, chaîne de télévision) s'annoncent comme catholiques. Il ne s'agit cependant pas d'organes officiels de l'Église catholique de France et ils ne dépendent pas formellement de la Conférence des évêques de France.
La Conférence des évêques de France communique avec les médias par le biais de son directeur de la communication et de communiqués de presse.

#### Presse, organes et émissions officiels ou sous l'égide de l'Église catholique de France
Chaînes et émissions de télévision :
- KTO.
- Le Jour du Seigneur sur France 2.

Radios :
- Radios chrétiennes francophones (Radio Chrétienne Francophone) et ses déclinaisons régionales.
- Radio Notre-Dame.

Portail internet destiné aux jeunes catholiques :
- Jeunes Cathos qui remplace inxl6 depuis 2011.

#### Autres médias catholiques français
- La Croix
- Famille chrétienne
- France catholique
- Monde & Vie
- La Vie
- Peuples du monde
- L'Homme nouveau qui propose aussi, via son site internet et la plate-forme YouTube, son émission mensuelle Le Club des Hommes en Noir.
- Témoignage chrétien

### Enseignement et catéchèse
L'enseignement privé catholique scolarise plus de 2 millions d'élèves dans le primaire et le secondaire, soit environ 17 % des effectifs,. Tous ne sont pas catholiques.

### Opposition au mariage homosexuel
En France, l'opposition au mariage homosexuel est très marquée par le catholicisme institutionnel. De nombreux laïcs et clercs de l'Église catholique prennent position contre ce projet de loi et s'associent aux différentes manifestations.
La Conférence des évêques de France avait déjà pris position en 1998 contre le Pacte civil de solidarité (PACS), qualifié de « loi inutile et dangereuse ». Le 25 juillet 2012, le cardinal André Vingt-Trois, président de la Conférence des évêques de France, envoie une proposition unique de « prière pour la France » dans laquelle il demande de prier « pour les enfants et les jeunes ; que tous nous aidions chacun à découvrir son propre chemin pour progresser vers le bonheur ; qu'ils cessent d'être les objets des désirs et des conflits des adultes pour bénéficier pleinement de l'amour d'un père et d'une mère ».
En septembre 2012, c'est le pape Benoît XVI en personne qui encourage les évêques français à « relever le défi » posé par le projet de loi sur le mariage homosexuel en France, dans laquelle il estime que la famille est « menacée » par « une conception de la nature humaine qui se révèle défectueuse ». De même le pape François, le 15 juin 2013, invite les parlementaires français à ne pas hésiter à « abroger » les lois si nécessaire, pour leur « apporter l’indispensable qualité qui élève et anoblit la personne humaine ».
Durant l'été 2023, alors que le mariage pour tous est désormais bien accepté chez les catholiques français selon La Croix, et que de nombreuses personnalités politiques, ecclésiastiques et médiatiques ont évolué sur le sujet, le journal Le Monde révèle, à l'occasion d'un reportage sur les Journées mondiales de la Jeunesse au Portugal, que certains jeunes adultes catholiques, majoritairement d'obédience traditionaliste, restent opposés à l'égalité des droits, en opposition avec leurs aînés dans l'Église en France qui ont accepté ces avancées sociétales.

### Affaires de pédophilie
Avant les années 2000, les cas d'abus sur mineurs étaient souvent traités, d'après les témoignages des évêques eux-mêmes, dans la confidentialité. La principale mesure prise était le plus souvent un changement d'affectation du prêtre, sans que ni le risque de récidive, ni la nécessité d'une thérapie et d'une sanction pénale, ne soient réellement pris en compte. Plusieurs affaires éclatèrent en France à la fin des années 1990. Une dizaine de prêtres et de religieux sont ainsi mis en examen. L'affaire de l'abbé Bissey, accusé, en septembre 1998, d'une douzaine de viols et agressions sur mineurs entre 1985 et 1996 et condamné, le 6 octobre 2000, à 18 ans de réclusion criminelle, marqua un tournant, car l'évêque du diocèse, Pierre Pican, fut aussi mis en examen, le 24 janvier 2000, pour « non-dénonciation de crime » et « non-dénonciation d'atteinte sexuelle sur mineurs de 15 ans ». Il sera condamné en septembre 2001 à 3 mois de prison avec sursis.
L'affaire Pierre Pican fit prendre conscience aux évêques de leur responsabilité pénale. Lors de leur assemblée annuelle à Lourdes en novembre 2000, ils décidèrent d'aborder de front le problème des abus sur mineurs commis par des prêtres et entendirent notamment des experts leur présenter les conclusions d'un rapport de 200 pages sur la pédophilie. Beaucoup comprennent alors qu'ils ont sous-estimé la gravité de ce problème,. Le 9 novembre 2000, les évêques de France publièrent une déclaration commune pour condamner la pédophilie. Ils y reconnaissent que l'Église, comme d'autres institutions, n'est pas épargnée « par une réalité dont elle découvre toute la complexité ». À la suite de cette déclaration, les évêques de France créèrent un Comité consultatif en matière d'abus sexuels sur mineurs, chargé de travailler de façon interdisciplinaire sur la question des abus commis au sein des institutions ecclésiales. S'ensuivra, en 2002, une brochure intitulée Lutter contre la pédophilie, repères pour les éducateurs,. Elle donne des pistes pour détecter les comportements à risque, pour saisir la justice et insiste sur la nécessité d'en finir avec la loi du silence.
Cependant en 2008, quand un membre de la Communauté des Béatitudes, association catholique proche du Renouveau charismatique, fut mis en cause pour de nombreuses agressions sexuelles,,, des témoignages confirmèrent l'inaction de ses responsables,. Quatre membres de la communauté ayant révélé l'affaire en furent exclus, et le procès en 2011 mit en lumière les manquements des anciens responsables de cette communauté,,. Mis en cause pour « non-dénonciation d’atteintes sexuelles », ceux-ci ne bénéficient d'un non-lieu qu'à cause de la prescription des faits. Ils seront réduits à l'état laïc et poussés à s'éloigner.
D'après une enquête menée dans les diocèses pendant l'été 2010, il y aurait, en France, 9 prêtres emprisonnés pour des faits de pédophilie, 51 prêtres mis en examen et 45 prêtres ayant déjà accompli une peine de prison.
La commission indépendante sur les abus sexuels dans l'Église en France estime, dans son rapport d'octobre 2021, qu'au moins 2,5 % à 2,8 % de prêtres et religieux ont commis des agressions sexuelles ou des viols sur environ 216 000 victimes, majeures et vivantes au moment de la rédaction de celui-ci. En incluant les agresseurs laïcs, le nombre de victimes est évalué à plus de 330 000. La Ciase décrit un phénomène « massif » et « systémique ». Le rapport fait 45 recommandations, notamment en matière de réparations financières, et tranche la question de la responsabilité de l’institution.

### Statut et financement
Depuis la loi de séparation des Églises et de l'État de 1905, « La République ne reconnaît, ne salarie ni ne subventionne aucun culte ». L'Église catholique bénéficie cependant d'un régime dérogatoire dans plusieurs territoires français. Le concordat en Alsace-Moselle reste en vigueur, et les prêtres des cultes reconnus y sont donc rémunérés par l'État français. En Guyane, le régime des cultes, qui remonte à Charles X, ne reconnaît que le culte catholique. Les prêtres catholiques, et eux seuls, sont financés par le département,.
Les revenus des diocèses sont essentiellement constitués des dons des fidèles : denier du culte (défiscalisé, 35 % des revenus diocésains de 2011), casuel des cérémonies (32 % en 2011) et legs (12 % en 2011). S'y ajoutent des revenus de leur patrimoine,.
Depuis 1907, les bâtiments construits avant 1905 et appartenant précédemment à l'Église catholique sont devenus des possessions de l'État et des collectivités locales ; ces derniers en assument l'entretien et en offrent la jouissance gratuite à l'Église. Cet « avantage financier » est une forme de subvention indirecte. Selon l'inventaire du patrimoine religieux effectué par la conférence des évêques de France en 2009, la France compte 45 000 édifices catholiques qui relèvent de l'activité paroissiale (17 000 églises, 12 000 chapelles, tous états confondus, dont 10 000 connaîtraient une activité cultuelle). Environ 40 000 de ces bâtiments datent d'avant 1905 et sont donc censés être entretenus par les communes, 87 cathédrales sont biens de l'État, et plus du quart sont classés parmi les monuments historiques. 35 % des églises ont été édifiées au XIXe siècle sous le régime concordataire qui généra un mouvement de reconstruction des églises en réaction aux événements de la Révolution. Les diocèses sont également en possession, par le biais des associations diocésaines, de 5 000 édifices construits après 1905, date de la séparation des Églises et de l'État, dont 2 050 églises (300 en région parisienne).